# Turmhügel Burglesau
Der Turmhügel Burglesau ist eine abgegangene mittelalterliche Turmhügelburg (Motte) südlich des Dorfes Burglesau, eines heutigen Stadtteils von Scheßlitz im Landkreis Bamberg in Bayern, Deutschland. Er befindet sich auf dem Bergsattel zwischen dem Schlappenreuther Berg und dem Melm. Über diese Höhenburg sind keine geschichtlichen oder archäologischen Informationen bekannt, sie wird grob auf mittelalterliche Zeitstellung datiert. Der Turmhügel ist heute weitestgehend zerstört. Die Stelle ist als Bodendenkmal Nummer D-4-6032-0004: Turmhügel des Mittelalters geschützt.

## Beschreibung
Die Burgstelle liegt rund 850 Meter südsüdwestlich der Ortskirche von Burglesau auf etwa 505 m ü. NN Höhe an der Nordkante eines sich von Osten nach Westen zum Schlappenreuther Berg ziehenden Bergsattels. Der ovale, noch rund 20 × 10 Meter messende Turmhügel wurde einem nach Norden aus dem Bergsattel vorspringenden Felssporn aufgesetzt, so dass seine Nordwest-, Nord- und Nordostseite durch den steilen Abfall des Geländes in das Tal des Burglesauer Bächleins von Natur aus gut gegen eine Annäherung geschützt waren. Die südliche Seite des Turmhügels wurde durch einen zehn Meter breiten Halsgraben gegen das flache Vorgelände im Süden bzw. das leichte Ansteigen zum Schlappenreuther Berg im Südwesten sowie zum Melm im Südosten geschützt.